# ダン・セン
ダン・セン(ベトナム語：đàn sến / 彈𬃤)は、ベトナムの撥弦楽器。細身の棹に迫り上がったフレットが置かれ、2本の弦が張られる。中華人民共和国の秦琴を起源とする。主にベトナム南部の伝統音楽の中で用いられる。